# Haringey kerület
Haringey kerület London északi részén fekvő kerület.

## Fekvése
A következő kerületek határolják: északon Enfield, keletről Waltham Forest, délen Islington, Hackney, Camden, nyugaton pedig Barnet.

## Története
A kerületet 1965-ben hozták létre Hornsey Önkormányzati Kerület, Wood Green Önkormányzati Kerület és Tottanham Önkormányzati Kerület összevonásával. Ezt megelőzően ezek a települések Middlesexhez tartoztak.

### Harringay vs. Haringay
Megjegyzendő, hogy Harringay Haringay, a londoni kerület része, de nem azonos vele, és kiejtésben jelentős a különbség. Mindenesetre ugyanarra a szóra vezethetőek vissza, mint Hornsey, egy angol-szász szóra. Eredetileg egy szász hadvezér, Haering nevéből jönnek a területek nevei.

## Népessége
A 2001-es népszámlálás adatai szerint Harringeynek 216.507 lakosa van, de ezt többen egy alulbecsült adatnak tartják.
A kerület lakosságának etnikai összetétele: 66% fehér, 10% néger karibi, 9% afrikai, 4% indiai. A családok 46%-a él saját tulajdonú lakóhelyen. A lakosságnak csak 11%-a 65 évnél idősebb, összehasonlítva az országos 18,5%-kal.
A kerület népessége a korábbiakban az alábbi módon alakult:
| Lakosok száma | 258 900 | 272 900 | 270 624 | 261 811 |
|               | 2012    | 2015    | 2018    | 2022    |

## Híres lakosok
- Skepta rapper
- Clare Grogan és Stephen Lironi popsztárok
- Alison Steadman színésznő
- Mari Wilson énekesnő
- Carl Barat zenész (a Dirty Pretty Things tagja)
- Michelle Collins színésznő
- Ray Davies zenész (a The Kinks tagja)

## Körzetek
- Bounds Green
- Broadwater Farm Estate
- Crouch End
- Finsbury Park
- Harringay
- Highgate
- Hornsey
- Manor House (részben Hackneyhez tartozik)
- Muswell Hill
- Noel Park
- Seven Sisters
- South Tottenham
- Stroud Green
- Tottenham
- Tottenham Green
- Tottenham Hale
- Turnpike Lane
- Wood Green

## Politikai összetétel
| Év   | Adminisztráció | Adminisztráció | Munkáspárt | Liberális Demokraták | Konzervatív | Függetlenek |
| ---- | -------------- | -------------- | ---------- | -------------------- | ----------- | ----------- |
| 1964 |                | Munkáspárt     | 41         | -                    | 19          | -           |
| 1968 |                | Konzervatív    | 7          | -                    | 53          | -           |
| 1971 |                | Munkáspárt     | 41         | -                    | 19          | -           |
| 1974 |                | Munkáspárt     | 40         | -                    | 19          | 1           |
| 1978 |                | Munkáspárt     | 42         | -                    | 17          | -           |
| 1982 |                | Munkáspárt     | 33         | -                    | 26          |             |
| 1986 |                | Munkáspárt     | 42         | 1                    | 16          | -           |
| 1990 |                | Munkáspárt     | 42         | -                    | 17          | -           |
| 1994 |                | Munkáspárt     | 57         | -                    | 2           | -           |
| 1998 |                | Munkáspárt     | 54         | 3                    | 2           | -           |
| 2002 |                | Munkáspárt     | 42         | 15                   | -           | -           |
| 2006 |                | Munkáspárt     | 30         | 27                   | -           | -           |
| 2010 |                | Munkáspárt     | 34         | 23                   | -           | -           |
| 2014 |                | Munkáspárt     | 48         | 9                    | -           | -           |
| 2018 |                | Munkáspárt     | 42         | 15                   | -           | -           |
| 2022 |                | Munkáspárt     | 50         | 7                    | -           | -           |

## Testvérvárosok
- Koblenz Németország (1969)
- Arima Trinidad és Tobago
- Clarendon Jamaica
- Larnaca Ciprus
- Párizs városrésze Franciaország
- Sundyberg Svédország